# Lingua iuraziana
Lo iuraziano è una lingua uralica, ora estinta. Gli ultimi parlanti sono morti nel XIX secolo. Lo iuraziano veniva parlato in Russia settentrionale, ad est dei Monti Urali.
La lingua era inclusa nel gruppo settentrionale delle lingue samoiede assieme alla lingua enets, nenets e nganasan. 